# Isembola diasticta
Isembola diasticta är en fjärilsart som beskrevs av Edward Meyrick 1926. Isembola diasticta ingår i släktet Isembola och familjen stävmalar. Inga underarter finns listade i Catalogue of Life.